# L'Étrange Monsieur Joseph

L'Étrange Monsieur Joseph est un téléfilm français de 90 minutes réalisé en 2001 par Josée Dayan et scénarisé par Éric-Emmanuel Schmitt d'après le livre d'Alphonse Boudard. Il a pour sujet la personne de Joseph Joanovici, français d'origine juive, très riche, ayant tant aidé la Résistance qu'il a été condamné pour collaboration avec l'occupant nazi.

## Fiche technique
- Réalisation : Josée Dayan
- Scénario : Éric-Emmanuel Schmitt d'après Alphonse Boudard
- Producteur : Jean-Luc Azoulay
- Durée : 90 minutes

## Distribution
- Roger Hanin : Joseph Joanovici
- Salomé Lelouch : Thérèse Joanovici
- Nicole Calfan : Eva Joanovici
- Eliana Miglio : Lucie Schmerz
- Mattia Sbragia : Lafont
- Jean-Louis Sbille : Marcel Joanovici
- Thierry Hancisse : Verdier
- Philippe Uchan : Morin
- Jean-Marie Petiniot : Otto Brandl
- Michel Vanderlinden : Bony
- Alexandre Von Sivers : Théodore Prill
- Isabelle Bouysse : Irène de Mallet
- Erico Salamone : Delacroix
- Jean-Michel Vovk : le commandant Keller
- Bernard Marbaix : M. Martin
- Bernard Ballet : Cohen
- Michel Franssen : l'avocat de Joanovici
- Alain Leempoel : le président du tribunal
- Thomas Derichebourg : l'huissier
- Noël Baye : le chef des jurés
- Jocelyne Verdier : la dame de la kermesse
- Jacques Neefs : le secrétaire général aux armements
- Catherine Risack : la bonne du Lutétia
- Lionel Bourguet : l'homme mondain
- Laurence César : la femme mondaine
- Elie Lison : Cuvrier
- Christian Courtois : le gardien de nuit
- Eric Beyrens : le sous-officier du dépôt
- Stéphane Auberghen : Mme Fabienne
- Muriel Piette : la bonne de Joseph
- Stéphane Sacquin : l'officier allemand
- François Dupont : un résistant
- Nathalie Kauer ;
- Christian Manesse: un officier nazi

## Accueil
Le journaliste André Lafargue critique fortement le téléfilm, tant la prestation de Roger Hanin que les nombreuses inexactitudes historiques du scénario. Florence Cousin pour Libération regrette quant à elle le manque d’ambivalence et de mystère du personnage, qui est au contraire peint comme une « fripouille » dans le livre d'Alphonse Boudard.